# 塞纳河畔贝尼耶尔
塞纳河畔贝尼耶尔（法語：Bernières-sur-Seine，法語發音：[bɛʁnjɛʁ syʁ sɛn]）是法国厄尔省的一个旧市镇，位于该省北部偏东，属于莱桑德利区。2017年1月1日，塞纳河畔贝尼耶尔和相邻的另外2个市镇合并为新市镇三湖镇（Les Trois Lacs）。

## 地理
塞纳河畔贝尼耶尔（49°13'59"N, 1°20'27"E）面积6.65 平方千米，位于法国诺曼底大区厄尔省，该省份为法国北部内陆省份，北起滨海塞纳省，西接奧恩省和卡爾瓦多斯省，南至厄尔-卢瓦省，东临瓦兹省、瓦兹河谷省和伊夫林省。
与塞纳河畔贝尼耶尔接壤的市镇（或旧市镇、城区）包括：米伊、拉罗凯特。

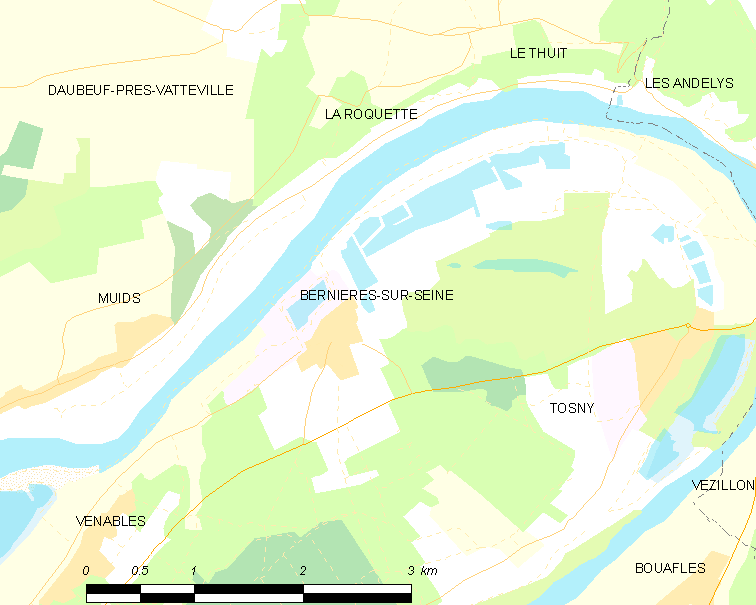
塞纳河畔贝尼耶尔的OSM定位图

塞纳河畔贝尼耶尔的时区为UTC+01:00、UTC+02:00（夏令时）。

## 行政
塞纳河畔贝尼耶尔的邮政编码为27700，INSEE市镇编码为27058。

## 政治
塞纳河畔贝尼耶尔所属的省级选区为加永县。

## 人口

1962-2008年间塞纳河畔贝尼耶尔人口变化图示

塞纳河畔贝尼耶尔于2020年1月1日时的人口数量为1759人。